# Nemili
Nemili è una suddivisione dell'India, classificata come town panchayat, di 9.382 abitanti, situata nel distretto di Vellore, nello stato federato del Tamil Nadu. In base al numero di abitanti la città rientra nella classe V (da 5.000 a 9.999 persone).

## Geografia fisica
La città è situata a 12° 35' 55 N e 78° 30' 55 E.

## Società

### Evoluzione demografica
Al censimento del 2001 la popolazione di Nemili assommava a 9.382 persone, delle quali 4.748 maschi e 4.634 femmine. I bambini di età inferiore o uguale ai sei anni assommavano a 981, dei quali 502 maschi e 479 femmine. Infine, coloro che erano in grado di saper almeno leggere e scrivere erano 6.500, dei quali 3.739 maschi e 2.761 femmine.